# Kangrena
Kangrena est un groupe de punk rock espagnol, originaire de Barcelone, en Catalogne. Le quatuor est formé en 1981 et, après avoir publié un dernier EP vinyle (Terrorismo sonoro) et deux cassettes enregistrées entre 1983 et 1985, son activité décline significativement dans la seconde moitié des années 1980, non seulement à cause de son amour bruitiste et musicalement anarchiste, mais aussi pour sa mentalité nihiliste et destructrice qui, au milieu de la décennie, les place en marge de la scène punk hardcore barcelonaise qui, en général, tendait vers l'idéologie activiste et à l'anarcho-punk positif.

## Biographie
Kangrena (qui signifie « gangrène » en espagnol, et qui est intentionnellement mal orthographié) est formé en 1981 à Barcelone, à l'origine en tant que trio composé des frères Kike (guitare), Jhonny Sex (basse), et de Manolo (alias Loco Speed, batterie). À l'un de leurs premiers concerts, en décembre 1981, un spectateur monte sur scène pour chanter avec eux une reprise de My Way (chantée à l'origine par Sid Vicious avec les Sex Pistols). Dès lors, ce spectateur devient le chanteur du groupe, et se surnomme Quoque.
Lors d'un entretien accordé au fanzine Melodías Destruktoras, au printemps 1983 (alors que la sortie de leur premier album est imminente), ils déclarent s'inspirer « musicalement des Sex Pistols en accéléré, lyriquement des Crass et Exploited ; et dans les idées, des groupes qui parlent de sexe, de drogue et de violence. ». Cette déclaration est paradoxale, en particulier en concernant Crass, dont l'idéologie anarcho-punk n'est pas partagée par Kangrena, mais aussi du fait que ce dernier ait enregistré un morceau intitulé Anti-Crass. Dans le même entretien, ils mentionnent comme groupes locaux préférés les barcelonais Ultimo Resorte, Frénopatics, Attak, Decibels, Mariposas Violadoras, et des groupes issus d'autres régions comme RIP, Slips y Sperma et - sous réserves - Siniestro Total ; Quoque exprime également son mépris pour tout ce qui vient de Madrid,, haine qui, dans le temps, se concrétisera dans un morceau (Madrid vaya pastel).
Les membres viennent apparemment d'un milieu social aisé, comme en témoigne le morceau No sé qué me pasa, ce qui leur vaudra des critiques.
Après une année de tournée, en début de 1983, le nom du groupe est déjà établi dans la scène punk barcelonaise : ainsi, lors d'un concert à la salle Milady le 22 janvier 1983, Kangrena apparaît en tête d'affiche, tandis que le groupe Epidemic (au sein duquel Fernando a joué, avant de former plus tard Anti/Dogmatikss) joue en ouverture. Autour des mêmes dates, ils jouent un concert de présentation du label Anarchi Records, qui publiera à la fin de 1982 la démo des Desechables.
Après avoir participé, le 12 février, au Carnaval musical organisé par Último Resorte, ils entrent en mars en studio pour enregistrer ce qui deviendra leur premier et unique album vinyle, qui sera pour l'occasion décrit comme « le disque le plus historique de l'histoire de la musique espagnole. » L'EP est publié en été (la présentation ayant eu lieu à la Sala Zeleste les 5 et 6 août), au label Anarchi, sous le titre Terrorismo sonoro.
Le groupe décide de ne pas continuer l'aventure, et se sépare vers 1986.

## Membres
- Quoque Massabeu - chant
- Kike - guitare
- Jhonny Sex - basse
- Manolo « Loco Speed » - batterie

## Discographie
- Terrorismo sonoro (Anarchi Records, 2 000 exemplaires), réédité par Tralla Records en 1999)
- 1984 : Estoc de pus (auto-édité)
- 1985 : El cubo de la basura (auto-édité)

### Apparition
- 1984Ataque (sur la compilation internationale P.E.A.C.E..